# Opactwo Heiligenkreuz
Opactwo Heiligenkreuz – klasztor cystersów położony w gminie Heiligenkreuz w północno-wschodniej Austrii, na terenie Lasu Wiedeńskiego (Wienerwald). Klasztor istnieje nieprzerwanie od momentu założenia w 1133 roku, co czyni go drugim najstarszym klasztorem cystersów na świecie po opactwie Rein. Na terenie klasztoru przechowywane są relikwie Świętego Krzyża. Każdego roku klasztor odwiedzany jest przez blisko 170 tysięcy pielgrzymów i turystów.

## Historia
Opactwo założone zostało w 1133 roku przez Leopolda III Świętego, ówczesnego margrabiego Austrii z dynastii Babenbergów. Przyczynił się do tego jego syn Otton z Fryzyngi, który sam wstąpił do zakonu cystersów we Francji. Pierwszy kościół konsekrowano w 1188 roku. W tym też roku książę Leopold V Babenberg podarował klasztorowi przywiezione z Jerozolimy święte relikwie pochodzące z drzewa Krzyża Pańskiego, które przechowywane i czczone są tu po dziś dzień.
W 1683 roku opactwo zostało splądrowane podczas najazdu tureckiego. W czasach panowania cesarza Józefa II Habsburga doszło  do sekularyzacji dóbr kościelnych i likwidacji wielu klasztorów. Klasztor w Heiligenkreuz jako jeden z nielicznych nie został poddany kasacie. Na terenie klasztoru powstał wówczas kształcący mnichów Instytut Teologiczny, który w ramach Wyższej Uczelni Filozofoczno-Teologicznej funkcjonuje do czasów obecnych. 
W skład całego kompleksu sakralnego wchodzą m.in. zachowana w doskonałym stanie XII wieczna romańska kolegiata, barokowa kolumna św. Trójcy, gotycki chór kościelny oraz liczne zabudowania klasztorne. W świątynnej krypcie złożone zostały prochy margrabiów oraz książąt z dynastii Babenbergów. W klasztorze żyje około 70 zakonników, którzy pracują duszpastersko w parafiach archidiecezji wiedeńskiej, a także w diecezji Eisenstadt i w niemieckim Essen.